# براچیلیانو
براچیلیانو (به ایتالیایی: Bracigliano) یک کومونه در ایتالیا است که در استان سالرنو واقع شده‌است.

## خصوصیات
براچیلیانو ۱۴ کیلومترمربع مساحت و ۵٬۶۱۴ نفر جمعیت دارد و ۳۲۷ متر بالاتر از سطح دریا واقع شده‌است.

## خواهرخوانده
شهر گروتافراتا خواهرخواندهٔ براچیلیانو هست.